# Luella Law
Luella Law, född 17 mars 1934, är en friidrottare från Kanada. Hon deltog vid olympiska sommarspelen 1952.